# Elizabeth Wetherell
Pour les articles homonymes, voir Warner et Wetherell.
Elizabeth Wetherell est une écrivaine américaine de littérature pour la jeunnesse et d'œuvres théologiques presbytériennes, née le 11 juillet 1819 à New York et morte le 17 mars 1885 à Highland Falls (État de New York). 
Elle est principalement connue pour son roman The Wide, Wide World. Ses autres œuvres incluent Queechy, Les Collines de Shatemuck, Melbourne House, Daisy, Walks from Eden, House of Israel, What She Could, Opportunités et Maison en ville. 
Avec sa sœur Anna, elle écrit une série de romans semi-religieux qui connaissent un énorme succès, parmi lesquels  Say and Seal, Stocking de Noël, Books of Blessing (8 volumes), The Law and the Testimony .

## Biographie

### Jeunesse et études
De son vrai nom Susan Bogert Warner, elle naît le 11 juillet 1819 à New York. Son père, Henry Warner, est un avocat de New York originaire de la Nouvelle-Angleterre, et sa mère, Anna Bartlett, est issue d'une famille aisée et à la mode de Hudson Square à New York. Lorsque Susan est enfant, sa mère meurt, et la sœur de son père, Fanny, vient vivre chez les Warner. Bien que le père soit  riche, il perd l'essentiel de sa fortune lors de la panique de 1837 et dans des procès et investissements médiocres ultérieurs. La famille est contrainte de quitter son hôtel particulier de Saint-Marc, à New York, pour s'installer dans une ancienne ferme de la guerre d'indépendance à Constitution Island, près de West Point. En 1849, voyant peu de changements dans la situation financière de leur famille, Susan et Anna commencent à écrire pour gagner leur vie,.

### Carrière
Elle écrit, sous le nom de plume d'Elizabeth Wetherell, trente romans, dont beaucoup ont été plusieurs fois réédités. Mais le plus populaire d'entre eux reste son premier roman, The Wide, Wide World (1850), qui a été traduit dans plusieurs langues, dont le français, l'allemand et le néerlandais. Mis à part La Case de l'oncle Tom, il s'agit probablement du roman américain le plus diffusé de l'époque. Parmi ses autres ouvrages, on peut citer : Queechy (1852), The Law and the Testimony (1853), The Hills of the Shatemuc (1856), The Old Helmet (1863) et Melbourne House (1864). Au XIXe siècle, les critiques admirent la représentation que ses premiers romans donnent de la vie rurale américaine. Les critiques américains font l'éloge des enseignements chrétiens et moraux de Warner, tandis que ce didactisme déplaît aux critiques londoniens. Au début du XXe siècle, les critiques qualifient l'œuvre de Warner de « sentimentale » et la considèrent comme dénuée de valeur littéraire. À la fin du XXe siècle, les critiques féministes voient dans The Wide, Wide World le roman domestique par excellence[pas clair], et concentrent leur analyse sur la représentation qu'il offre de la dynamique des genres[pas clair],.
Elle a écrit certaines de ses œuvres avec sa jeune sœur Anna Bartlett Warner, qui publie parfois sous le pseudonyme « Amy Lothrop ». Les sœurs Warner sont auteures de célèbres chansons chrétiennes pour enfants. Susan écrit Jesus Bids Us Shine (en) alors qu'Anna est l'auteure du premier couplet de la célèbre chanson pour enfants Jesus Loves Me, qu'elle écrit à la demande de Susan,.
Les deux sœurs deviennent des chrétiennes pieuses à la fin des années 1830. Après leur conversion, elles deviennent des membres confirmés de l'église presbytérienne de Mercer Street, bien qu'à la fin de leur vie, Warner est attirée dans les milieux méthodistes. Les sœurs organisent également des études bibliques pour les cadets de West Point. Quand ils sont en service militaire, les cadets chantent Jesus Loves Me.
Susan Warner meurt le 17 mars 1885 à Highland Falls, dans l'État de New York. Elle est inhumée au cimetière de West Point,.

## œuvres
- The Wide, Wide World (en), 1850; Die weite, weite Welt, Leipzig: G. H. Friedlein 1853
- Queechy, 1852
- The Law and the Testimony, 1853
- The Hills of the Shatemuc: In Two Volumes, 1856
- Say and Seal, 1860
- Melbourne House, 1864
- What She Could, 1871
- The Flag Of Truce, 1874
- My Desire, 1879
- The End of A Coil, 1880
- Nobody, 1882
- The House in Town: A Sequel to "Opportunities", 1871
- Willow Brook, 1874
- Mr. Rutherford's children, Volume 1, 1853
- Opportunities: A Sequel to "What She Could.", 1871
- The Word: Walks Form Eden, 1866
- Bread and Oranges, 1875
- The Old Helmet, 1864
- Carl Krinken: His Christmas Stocking, 1854

### Pour approfondir
- Anna Bartlett Warner, Susan Warner, (New York, 1909)